# Heptadecàedre
Un heptadecàedre o heptadecaedre és un políedre que té disset cares. Cap heptadecàedre és regular. Hi ha moltes formes topològicament diferents del pentadecàedre com, per exemple, la piràmide hexadecagonal o el prisma pentadecagonal.
Hi ha 6.415.851.530.241 heptadecàedres convexos topològicament diferents, excloent les imatges de mirall, que tenen almenys 11 vèrtexs.